# 34402 Seamusanderson
34402 Seamusanderson este o planetă minoră (asteroid), cu un diametru de 6,177 km, din centura de asteroizi. A fost descoperită pe 2 septembrie 2000 la Stația Anderson Mesa de Lowell Observatory Near-Earth-Object Search. 
Obiectul prezintă o orbită caracterizată de o semiaxă mare de 2,3958217 UAi, o excentricitate de 0,13, o înclinație de 3,33097 ° în raport cu ecliptica.